# Liste de peintures de Lubin Baugin
Cette page dresse la Liste des peintures de Lubin Baugin, peintre français du XVIIe siècle.
| Image | Titre                                                                                | Date | Techniques et dimensions                    | Commentaire               | Lieu de conservation                                                  | N° de catalogue raisonné (Thuillier, 2002) |
| ----- | ------------------------------------------------------------------------------------ | ---- | ------------------------------------------- | ------------------------- | --------------------------------------------------------------------- | ------------------------------------------ |
|       |                                                                                      |      |                                             |                           |                                                                       |                                            |
|       | Nature morte à la coupe d'abricots                                                   |      | Huile sur bois 37 x 49 cm                   |                           | Rennes, musée des Beaux-Arts                                          | 1                                          |
|       | Nature morte au bougeoir                                                             |      | Huile sur bois 47 x 65 cm                   |                           | Rome, Galleria Spada                                                  | 2                                          |
|       | Nature morte à l'échiquier ou Les cinq sens                                          |      | Huile sur bois 55 x 73 cm                   |                           | Paris, musée du Louvre                                                | 3                                          |
|       | Nature morte au couteau ou Nature morte au plat d'étain                              |      | Huile sur toile 49,5 x 42 cm                | Attribué à Lubin Baugin   | Localisation actuelle inconnue                                        | 4                                          |
|       | Nature morte aux gaufrettes ou Le Dessert de gaufrettes                              |      | Huile sur bois 41 x 52 cm                   |                           | Paris, musée du Louvre                                                | 5                                          |
|       | Nature morte aux financiers                                                          |      | Huile sur bois 46,5 x 60 cm                 |                           | Collection particulière                                               | Non catalogué                              |
|       | Saint Barthélemy et saint Mathias (Études d'après le Corrège)                        |      | Huile sur toile 35,5 x 35,8 cm              |                           | Nancy, musée des Beaux-Arts                                           | 6                                          |
|       | Saint Philippe et saint Thaddée (Études d'après le Corrège)                          |      | Huile sur toile 35,5 x 35,8 cm              |                           | Nancy, musée des Beaux-Arts                                           | 7                                          |
|       | Saint André et saint Jacques le Majeur (Études d'après le Corrège)                   |      | Huile sur toile 36,5 x 36 cm                |                           | Collection particulière                                               | Non catalogué                              |
|       | La Sainte famille avec sainte Élisabeth et saint Jean-Baptiste                       |      | Huile sur toile 75 x 101,5 cm               |                           | Collection particulière                                               | 8-I                                        |
|       | La Sainte famille avec sainte Élisabeth et saint Jean-Baptiste                       |      | Huile sur toile 70,5 x 104 cm               |                           | Localisation actuelle inconnue                                        | 8-II                                       |
|       | La Sainte famille avec sainte Élisabeth et saint Jean-Baptiste                       |      | Huile sur toile 77,5 x 101 cm               |                           | Parme, évêché                                                         | 8-III                                      |
|       | La Vierge à l'Enfant endormi                                                         |      | Huile sur toile 82 x 59,2 cm                | Copie ou original repeint | Aix-en-Provence, musée Granet                                         | 9                                          |
|       | La Vierge à l'Enfant s'apprêtant à bénir                                             |      | Huile sur bois 20 x 15,7 cm                 |                           | Collection particulière                                               | 10                                         |
|       | La Vierge à l'Enfant avec saint Jean à mi-corps                                      |      | Huile sur bois 34 x 26 cm                   |                           | Nancy, musée des Beaux-Arts                                           | 11                                         |
|       | Saint Jacques le Mineur                                                              |      | Huile sur bois 32 x 25 cm                   |                           | Collection particulière                                               | 12                                         |
|       | Saint Philippe                                                                       |      | Huile sur bois 32 x 25 cm                   |                           | Collection particulière                                               | 13                                         |
|       | Saint Grégoire                                                                       |      | Huile sur bois 32 x 26 cm                   |                           | Orléans, musée des Beaux-Arts                                         | 14                                         |
|       | Le Christ en Croix                                                                   |      | Huile sur bois 57 x 44 cm                   |                           | Orléans, musée des Beaux-Arts                                         | 15                                         |
|       | Le Christ en Croix                                                                   |      | Huile sur toile 60 x 43 cm                  |                           | Rennes, musée des Beaux-Arts                                          | Non catalogué                              |
|       | Le Christ en Croix                                                                   |      | Huile sur bois 50,5 x 31,5 cm               |                           | Saint-Cloud, musée du Grand Siècle                                    | Non catalogué                              |
|       | La Vierge à l'Enfant endormi, à mi-figure (Première version ?)                       |      |                                             |                           | Localisation actuelle inconnue                                        | 16-I                                       |
|       | La Vierge à l'Enfant endormi, à mi-figure (Deuxième version ?)                       |      | Huile sur bois 32 x 24 cm                   |                           | Localisation actuelle inconnue                                        | 16-I                                       |
|       | La Sainte Famille avec sainte Élisabeth adorant Jésus et la Vierge assise sur le sol |      | Huile sur bois 31,5 x 22,5 cm               |                           | Londres, National Gallery                                             | 17                                         |
|       | La Sainte Famille avec l'Enfant au berceau                                           |      | Huile sur bois 36 x 26 cm                   |                           | Paris, musée du Louvre                                                | 18                                         |
|       | La Sainte Famille avec saint Jean-Baptiste et deux anges                             |      | Huile sur bois 32 x 22 cm                   |                           | Dijon, musée Magnin                                                   | 19                                         |
|       | La Sainte Famille avec saint Jean-Baptiste et deux anges                             |      | Huile sur bois 30 x 21,5 cm                 |                           | Cambridge, Fitzwilliam Museum                                         | Non catalogué                              |
|       | La Sainte Famille avec saint Jean-Baptiste et deux anges                             |      | Huile sur bois 33 x 26 cm                   |                           | Notre Dame (Indiana), The Snite Museum of Art                         | 20                                         |
|       | La Vierge à l'Enfant                                                                 |      | Huile sur bois 33 x 25,5 cm                 |                           | Collection particulière                                               | 21-I                                       |
|       | La Vierge à l'Enfant                                                                 |      | Huile sur bois 32 x 24 cm                   |                           | Collection particulière                                               | 21-II                                      |
|       | La Vierge à l'Enfant                                                                 |      | Huile sur bois 33 x 24 cm                   |                           | Collection particulière                                               | 21-III                                     |
|       | La Vierge à l'Enfant                                                                 |      | Huile sur bois 30 x 22,5 cm                 |                           | Collection particulière                                               | 21-IV                                      |
|       | Moïse sauvé des eaux                                                                 |      | Huile sur bois 36 x 28,6 cm                 |                           | Localisation actuelle inconnue                                        | 22                                         |
|       | La Vierge à l'Enfant                                                                 |      | Huile sur bois 33 x 25,5 cm                 |                           | Collection particulière                                               | 24                                         |
|       | Saint Jérôme                                                                         |      | Huile sur bois 33 x 25,4 cm                 |                           | Collection particulière                                               | 25                                         |
|       | Un Père du désert (?)                                                                |      | Huile sur bois 33 x 25,4 cm                 |                           | Collection particulière                                               | 26                                         |
|       | Le Portement de Croix                                                                |      | Huile sur toile 47 x 59 cm                  |                           | Orléans, musée des Beaux-Arts                                         | 27                                         |
|       | L'Adoration du veau d'or (grisaille)                                                 |      | Huile sur toile 39 x 49,7 cm                |                           | Collection particulière                                               | 28                                         |
|       | Saint Jérôme dans sa grotte                                                          |      | Huile sur cuivre fixé sur bois 48 x 34,7 cm |                           | Caen, musée des Beaux-Arts                                            | 29                                         |
|       | La Madeleine enlevée au ciel                                                         |      | Huile sur bois 50 x 36,7 cm                 |                           | Collection particulière                                               | 30                                         |
|       | La Vierge de l'Annonciation                                                          |      | Huile sur toile 70 x 55 cm                  |                           | Rennes, musée des Beaux-Arts                                          | 31-I                                       |
|       | La Vierge à l'Enfant                                                                 |      | Huile sur toile 67 x 51 cm                  |                           | Bucarest, musée Pallady (Casa Melik)                                  | 32                                         |
|       | Allégorie à la gloire du Grand Condé                                                 |      | Huile sur toile 242,4 x 178,4 cm            |                           | Chantilly, musée Condé                                                | 34-II                                      |
|       | Tête d'ange                                                                          |      | Huile sur toile                             |                           | Collection particulière                                               | 34-III                                     |
|       | La Conception de la Vierge                                                           |      | Huile sur toile 148 x 194 cm                |                           | Cherré, église Saint-Pierre                                           | 41                                         |
|       | L'Assomption                                                                         |      | Huile sur toile 148 x 194 cm                |                           | Cherré, église Saint-Pierre                                           | 42                                         |
|       | La Nativité de la Vierge (esquisse)                                                  |      | Huile sur toile 26 x 30 cm                  |                           | Localisation actuelle inconnue                                        | 43-I                                       |
|       | La Nativité de la Vierge                                                             |      | Huile sur toile 148 x 194 cm                |                           | Aix-en-Provence, musée Granet                                         | 43-II                                      |
|       | La Présentation de la Vierge au Temple (esquisse)                                    |      | Huile sur toile 33 x 32,5 cm                |                           | Rennes, musée des Beaux-Arts                                          | 46-II                                      |
|       | La Présentation de la Vierge au Temple                                               |      | Huile sur toile 148 x 188 cm                |                           | Aix-en-Provence, musée Granet                                         | 46-IV                                      |
|       | La Vierge à l'Enfant                                                                 |      | Huile sur cuivre 13,5 x 9 cm                |                           | Collection particulière                                               | Non catalogué                              |
|       | Le Mariage mystique de sainte Catherine                                              |      | Huile sur toile 94 x 80 cm                  |                           | Collection particulière                                               | 49                                         |
|       | La Vierge de pitié ou Le Christ mort sur les genoux de la Vierge                     |      | Huile sur toile 220 x 145 cm                |                           | Paris, cathédrale Notre-Dame                                          | 50                                         |
|       | La Vierge à l'Enfant avec saint Jean-Baptiste et sainte Geneviève                    |      | Huile sur toile 217 x 142 cm                |                           | Paris, église Saint-François-Xavier                                   | 51                                         |
|       | Le Christ en Croix                                                                   |      | Huile sur toile 100 x 80 cm                 |                           | Paris, église des Billettes                                           | 52                                         |
|       | Le Christ en Croix                                                                   |      | Huile sur toile 103 x 69 cm                 |                           | Collection particulière                                               | Non catalogué                              |
|       | Le Martyre de saint Barthélemy                                                       |      | Huile sur toile 220 x 145 cm                |                           | Paris, cathédrale Notre-Dame (dépôt du musée des Beaux-Arts de Rouen) | 53                                         |
|       | Le Martyre de saint Laurent                                                          |      | Huile sur toile 219 x 145 cm                |                           | Saint-Cloud, musée du Grand Siècle                                    | 54                                         |
|       | Scène de supplice                                                                    |      | Huile sur toile 81,5 x 65,5 cm              |                           | Collection particulière                                               | 69                                         |
|       | Saint François d'Assise soutenu par un ange                                          |      | Huile sur toile 42 x 33 cm                  |                           | Collection particulière                                               | 70                                         |
|       | L'Éducation de la Vierge                                                             |      | Huile sur toile 61 x 81 cm                  |                           | Collection particulière                                               | 71                                         |
|       | Saint Jérôme                                                                         |      | Huile sur cuivre 48 x 35 cm                 |                           | Londres, Walpole Gallery                                              | 72                                         |
|       | La Sainte Famille avec Jésus adoré par saint Jean-Baptiste                           |      | Huile sur toile 83,8 x 109,5 cm             |                           | Plymouth, Saltram House, National Trust                               | 73                                         |
|       | La Vierge de l'Assomption                                                            |      | Huile sur toile 23,8 x 18,4 cm              |                           | Collection particulière                                               | 74                                         |
|       | L'Assomption (esquisse en grisaille)                                                 |      | Huile sur toile 70,3 x 48,2 cm              |                           | Collection particulière                                               | 75                                         |
|       | Le Ravissement d'Hélène                                                              |      | Huile sur cuivre 22 cm de diamètre          |                           | Dijon, musée Magnin                                                   | 77                                         |
|       | L'Enfance de Jupiter                                                                 |      | Huile sur toile 150 x 144 cm                |                           | Troyes, musée des Beaux-Arts                                          | 78                                         |
|       | L'Adoration des bergers                                                              |      | Huile sur toile 158 x 168 cm                |                           | Andrésy, église Saint-Germain                                         | 79                                         |
|       | La Vierge à l'Enfant avec saint Jean-Baptiste                                        |      | Huile sur toile 120 x 93 cm                 |                           | Rennes, musée des Beaux-Arts                                          | 80                                         |
|       | Allégorie des Vertus théologales                                                     |      | Huile sur toile 138 cm de diamètre          |                           | Collection particulière                                               | 82                                         |
|       | La Vierge à l'Enfant                                                                 |      | Huile sur cuivre 63,5 x 51,8                |                           | Collection particulière                                               | 83                                         |
|       | La Vierge adorant l'Enfant                                                           |      | Huile sur bois 57 x 42 cm                   |                           | Collection particulière                                               | 84                                         |
|       | La Vierge adorant l'Enfant                                                           |      | Huile sur cuivre                            |                           | Collection particulière                                               | Non catalogué                              |
|       | La Vierge de pitié ou Déploration sur le Christ mort                                 |      | Huile sur toile 130 x 103 cm                |                           | Paris, musée du Louvre                                                | 85                                         |
|       | La Vierge de douleur, en buste                                                       |      | Huile sur toile 61,5 x 47,5 cm              |                           | Collection particulière                                               | 87                                         |
|       | La Descente de Croix                                                                 |      | Huile sur toile 384 x 295 cm                |                           | Luçon, cathédrale Notre-Dame                                          | 88                                         |
|       | Le Martyre de saint Étienne                                                          |      | Huile sur toile 300 x 195 cm                |                           | Chinon, église Saint-Etienne                                          | 89                                         |
|       | Le Christ mort pleuré par deux anges                                                 |      | Huile sur toile 147 x 178 cm                |                           | Orléans, musée des Beaux-Arts                                         | 90                                         |
|       | Olinde et Sophronie sur le bûcher                                                    |      | Huile sur toile 155 x 102 cm                |                           | Collection particulière                                               | 91                                         |
|       | L'Assomption                                                                         |      | Huile sur toile 201,8 x 166,7 cm            |                           | Les Authieux-sur-Calonne, église Saint-Pierre                         | 92                                         |
|       | La Vierge à l'Enfant avec saint Jean-Baptiste                                        |      | Huile sur cuivre 62,5 x 46 cm               |                           | Localisation actuelle inconnue                                        | 98                                         |
|       | Moïse sauvé des eaux (grisaille)                                                     |      | Huile sur toile 39,5 x 53,5 cm              |                           | Collection particulière                                               | 99                                         |
|       | Loth et ses filles                                                                   |      | Huile sur cuivre 74 x 57 cm                 |                           | Collection particulière                                               | 100                                        |
|       | Le Christ au jardin des oliviers                                                     |      | Huile sur toile 143 x 114 cm                |                           | Collection particulière                                               | Catalogué parmi les tableaux perdus        |
|       | Adam et Ève pleurant la mort d'Abel                                                  |      | Huile sur cuivre 51 x 64 cm                 |                           | Paris, musée du Louvre                                                | Non catalogué                              |